# Joan Smalls

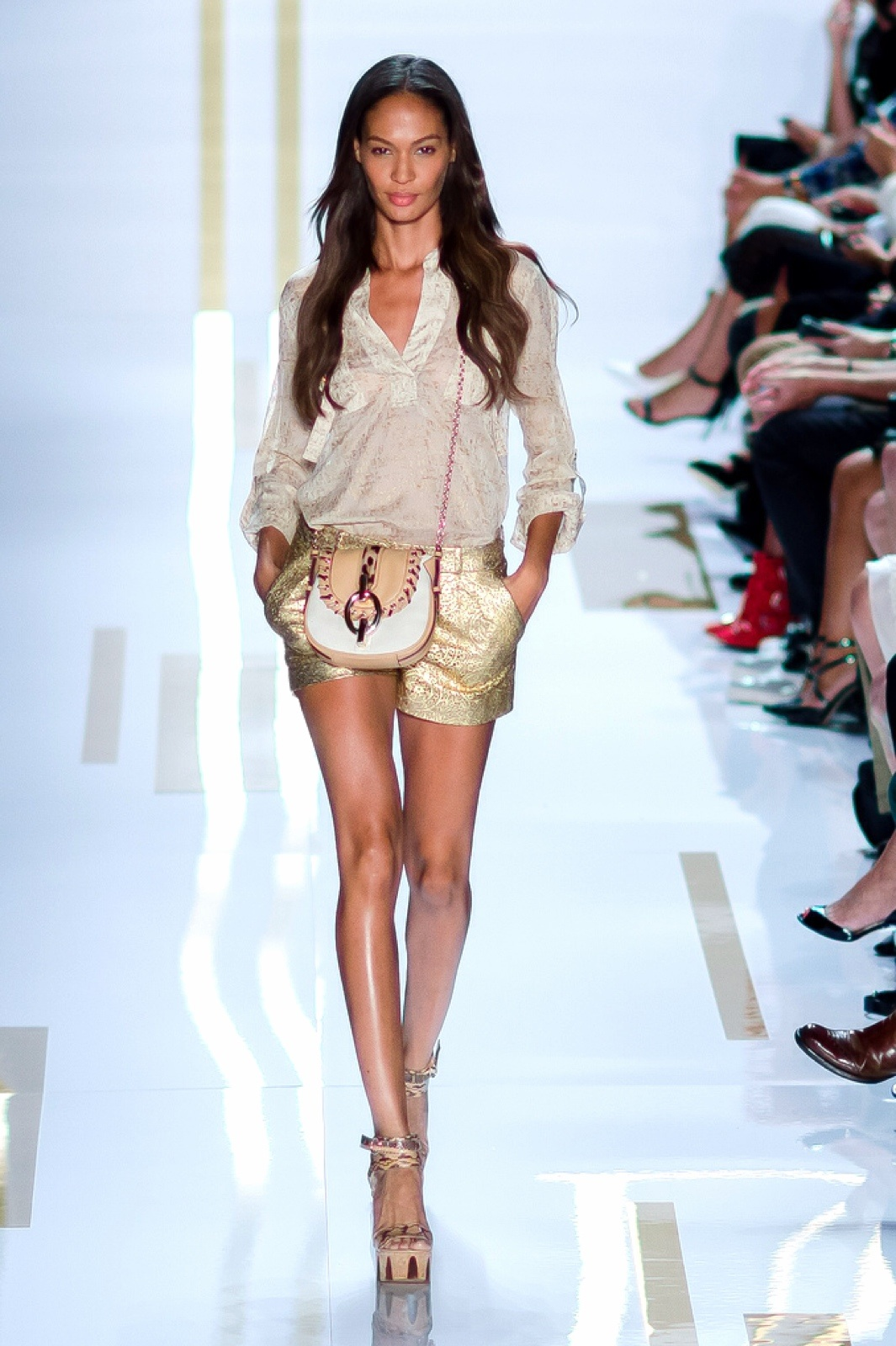
Joan Smalls (2013)

Joan Smalls Rodriguez (* 11. Juli 1988) ist ein puerto-ricanisches Model.

## Leben
Joan Smalls arbeitete mit bekannten Designern wie Gucci, Lacoste, Gap, H&M, Givenchy, Roberto Cavalli, Giambattista Valli, Chanel, Calvin Klein, David Yurman, Estée Lauder, und Stella McCartney. Sie war Model für Editorials einflussreicher Modezeitschriften wie Vogue in den USA, Australien, Italien, Großbritannien, Deutschland, Spanien, Frankreich und Japan, ID, Dazed & Confused und auch dem US-amerikanischen und spanischen V Magazine. Ihre Covers umfassen die australische, italienische und britische Elle, ID und V Magazine.
In der Juniausgabe 2011 der Vogue war Joan Smalls mit Bruno Mars zusammen auf einer Photostrecke zu sehen, die in Puerto Rico geschossen wurde. Im selben Jahr war sie zum ersten Mal auf der Victoria’s Secret Fashion Show zu sehen.
Im Film Set It Up (Netflix-Eigenproduktion, Erscheinungsdatum 15. Juni 2018) spielt Joan Smalls in einer Nebenrolle "Suze", die Freundin des Hauptdarstellers. In der Handlung wird sie beschrieben als "Model aus Puerto Rico".
Im Ranking des Internetportal models.com ist Joan Smalls aktuell (Stand 6. Januar 2013) auf Platz 1.